# 普魯士第一步兵衛隊
第1近衛步兵團（德語： 1. Garde-Regiment zu Fuß）是由於普鲁士在耶拿-奥尔施泰特战役中被拿破仑击败后，于1806年所组建的普鲁士皇家陆军的步兵团。它是將以前所有的近卫军团合并而成，从一开始就是保衛普鲁士国王的近卫军团。除了威廉二世也穿着其他军团的制服外，所有普鲁士国王和大多数普鲁士亲王都穿着第一近卫军团的制服。所有普鲁士王子都會在十岁生日时被任命为第一近卫军中尉。普鲁士国王則兼任该团的上校，以及该团的第1营和第1连的连长。因此，该团在普鲁士军队中拥有最高地位，这意味着该团的军官擔任儀仗隊，在传统的新年招待会中走在德意志帝国親王和外交使团的前面。該團非正式地被稱為“基督教世界第一團”（德語：Erstes Regiment der Christenheit）。
1919年，隨著一戰戰敗，德意志帝国陆军被迫解散，该团也随之解散，新威瑪防衛軍的波茨坦第9步兵团則继承了其传统。現今德國的聯邦国防军內則是由德國聯邦國防部警衛營（Wachbataillon）延续了该团的传统並繼承其衛隊的儀式。

## 查看更多
- 德國聯邦國防部警衛營（繼承了第一步兵衛隊傳統的現代德軍儀隊）